# Oenomys hypoxanthus
Oenomys hypoxanthus és una espècie de mamífer rosegador de la família dels múrids. Viu a altituds d'entre 2.000 i 3.000 msnm a Angola, Burundi, el Camerun, el Congo, Guinea Equatorial, Etiòpia, el Gabon, Kenya, Nigèria, la República Centreafricana, la República Democràtica del Congo, Ruanda, el Sudan del Sud, Tanzània, Uganda i, possiblement, Zàmbia. Els seus hàbitats naturals són els herbassars, els matollars, els boscos, les vores dels aiguamolls i els camps de conreu. Es desconeix si hi ha cap amenaça significativa per a la supervivència d'aquesta espècie. El seu nom específic, hypoxanthus, significa ‘baixos grocs’ en llatí.